# Tom D. Crouch
Tom D. Crouch, né le 28 février 1944 à Dayton, Ohio, est un historien américain spécialisé dans l'aviation. Il a été professeur à Emory au Smithsonian National Air and Space Museum et est bien connu pour les livres d'histoire de l'aviation qu'il a écrits, se concentrant sur les frères Wright et leurs contemporains. Il allie histoire sociale, technologie et muséologie, faisant de lui l'une des figures majeures de l'historiographie contemporaine de l'aviation.

## Biographie

### Vie
Crouch est né à Dayton, dans l’Ohio, et a grandi juste à l’extérieur de Dayton, à Crystal Lakes (en), entre Medway et New Carlisle. Il est diplômé du lycée Tecumseh, et a été intronisé au Hall of Honor de l’école en 2002.
Crouch a fréquenté l’université de l’Ohio, où il a obtenu un baccalauréat en histoire en 1966. Il a également étudié à l’université de Miami, où il a obtenu une maîtrise en histoire en 1968. Il a ensuite obtenu un doctorat en histoire à l’université d’État de l’Ohio en 1976. En 2001, l’université d’État Wright lui a décerné un doctorat honorifique en lettres humaines.
Le 2 novembre 1963, Crouch a épousé Nancy Anne Gochenouer. Ils ont trois enfants.

### Carrière
Employé par la Société historique de l’Ohio de 1968 à 1974, Crouch a conçu les expositions pour le musée Neil Armstrong à Wapakoneta, dans l’Ohiop, ainsi que les expositions historiques du Centre historique de l’Ohio. Il a accepté un poste de conservateur au National Air and Space Museum (NASM) en 1974, où il a préparé des expositions pour l’ouverture du bâtiment en 1976. Il a été transféré au National Museum of American History (NMAH) en 1983, où il est resté jusqu’en 1990, atteignant le poste de président de l’histoire sociale et culturelle. Il a participé à la planification de l’exposition « Une union plus parfaite : les Américains d’origine japonaise et la Constitution américaine ». Il a été nommé président du département d’aéronautique du NASM en 1990, puis, en 1999, conservateur principal en aéronautique. Crouch a été nommé par le président William J. Clinton pour présider le comité consultatif fédéral chargé de planifier les activités commémorant le premier vol d’Orville et Wilbur Wright en 2003. Il a également participé à la résolution des controverses liées à l’exposition du bombardier Enola Gay au National Air and Space Museum. Crouch est l’auteur d’une quinzaine de livres et de nombreux articles, principalement sur des sujets liés à l’histoire de la technologie du vol.
Il a redédié le sanctuaire de l’aviation « Portal of the Folded Wings Shrine to Aviation (en) » à Burbank, en Californie, en mai 1996.
Crouch est devenu un invité régulier de l’émission télévisée du National Air and Space Museum, STEM in 30 (en). Il est apparu dans huit épisodes entre 20114 et 2018.

### En tant qu’auteur
- Le grand bond : une chronologie des événements et personnalités de l’aéronautique dans l’Ohio, 1815-1969, Columbus, Ohio, Ohio Historical Society, 1971
- Un rêve d’ailes : les Américains et l’avion, 1875-1905, New York, Norton, 1981 (ISBN 0393013855)[12]
- Le Blériot XI : histoire d’un avion classique, Smithsonian Institution Press pour le National Air and Space Museum, 1982 (ISBN 0874743451)[13]
- L’aigle en vol : deux siècles de ballon aux États-Unis, Washington, D.C., Smithsonian Institution Press, 1983 (ISBN 087474346X)[14]
- Les frères de Kitty Hawk : la vie de Wilbur et Orville Wright, New York, W. W. Norton, 1989 (ISBN 0393026604)[15]
- Viser les étoiles : rêveurs et acteurs de l’ère spatiale, Washington, D.C., Smithsonian Institution Press, 1999 (ISBN 1560983868)[16]
- Premier vol : les frères Wright et l’invention de l’avion, Washington, D.C., Division of Publications, Harpers Ferry Center, National Park Service, U.S. Department of the Interior, 2002 (ISBN 0912627719)[17]
- Ailes : une histoire de l’aviation, des cerfs-volants à l’ère spatiale, Washington, D.C., Smithsonian Institution Press, 2003 (ISBN 0393057674)[18]
- Fuséens et ingénieurs distingués : histoire de l’American Institute of Aeronautics and Astronautics — et de ses prédécesseurs, Reston, Virginie, AIAA, 2006 (ISBN 1563476681)[19]
- Plus légers que l’air : histoire illustrée des ballons et dirigeables, Baltimore, Maryland, Johns Hopkins University Press, 2009 (ISBN 9780801891274)[20]

### En tant qu’éditeur
- Apollo : dix ans après Tranquility Base, Washington, D.C., National Air and Space Museum, distribué par Smithsonian Institution Press, 1979 (ISBN 0874745063)[21]
- Charles A. Lindbergh : une vie américaine, Washington, D.C., National Air and Space Museum, Smithsonian Institution, 1977 (ISBN 0874743427)[22]

## Distinctions
En 1989, Tom D. Crouch a reçu un Christopher Award (en) pour son ouvrage The Bishop's Boys: A Life of Wilbur and Orville Wright.
En 2005, il a remporté le Prix littéraire Gardner-Lasser de l'AIAA (AIAA Gardner-Lasser Literature Prize) pour son livre Wings: A History of Aviation From Kites to the Space Age,.